# Abu Bakr ibn Umar

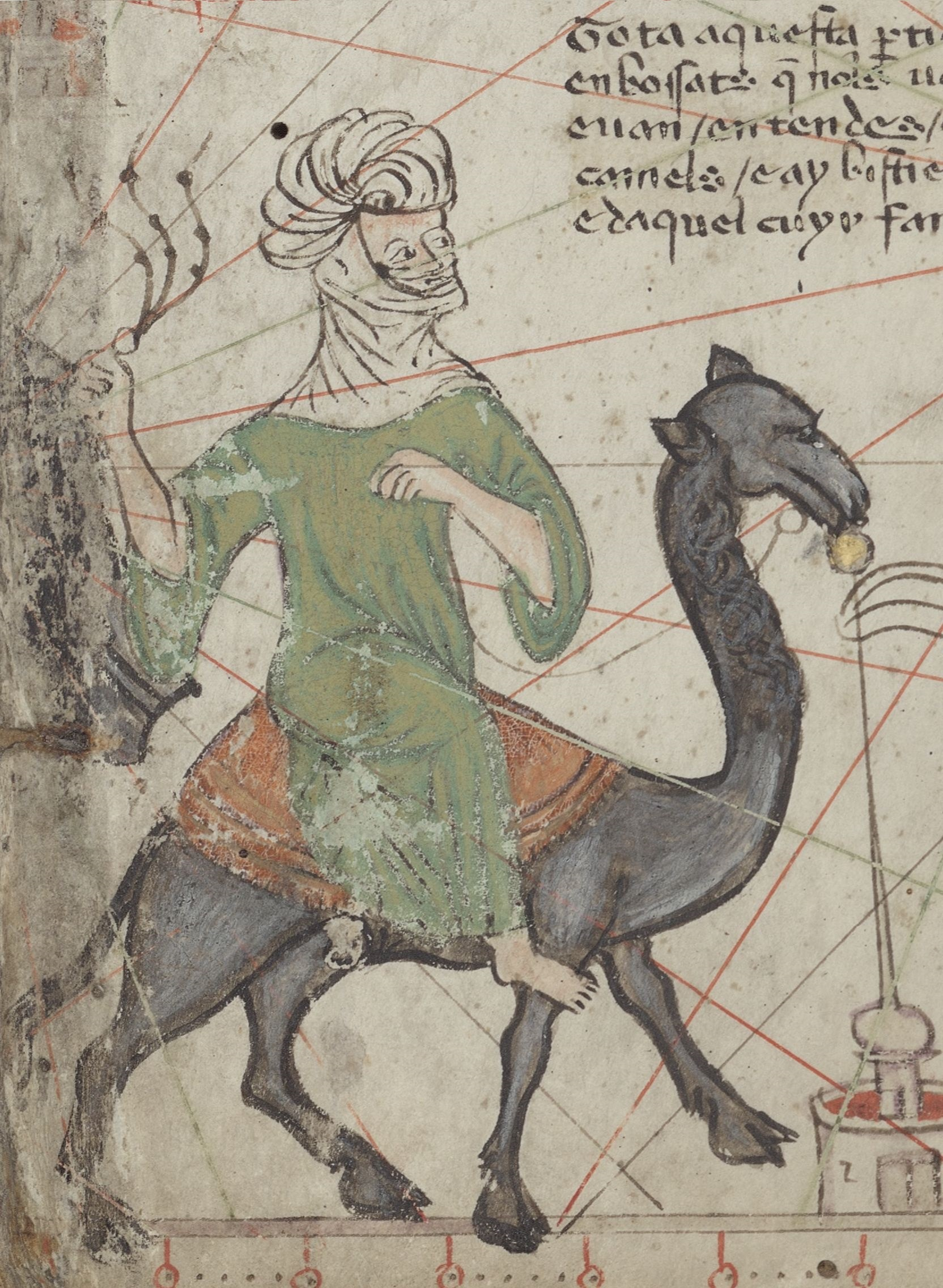
Darstellung von Abu Bakr ibn Umar (Katalanischer Atlas)

Abu Bakr ibn Umar (arabisch أبو بكر بن عمر, DMG Abū Bakr b. ʿUmar; † 1087) war in den Jahren zwischen 1056 und 1087 Führer der Almoraviden.

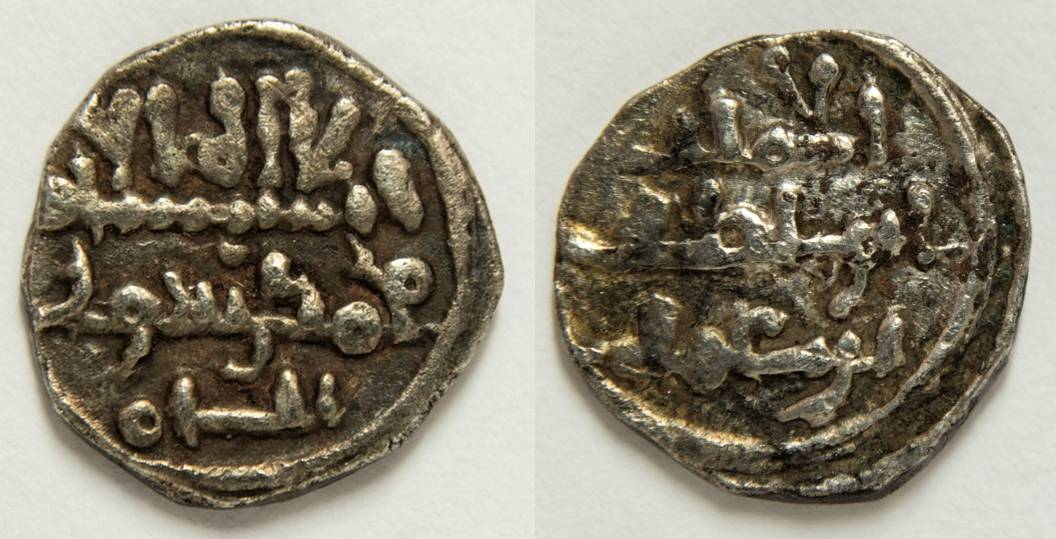
Silbermünze aus der Zeit Abu Bakr ibn Umars

## Herkunft
Abu Bakr ibn Umar war der Bruder von Yahya ibn Umar, dem Führer der Lamtuna, einem Sanhadscha-Stamm in der westlichen Sahara. Als der Religionsgelehrte Ibn Yasin um das Jahr 1046 mit der Verkündung seiner Lehre unter den Sanhadscha-Berbern begann, schlossen sich die beiden Brüder ihm an.

## Geschichte
Während des Aufstands des Berberstammes der Dschudala, der zur vorübergehenden Vertreibung Ibn Yasins und seiner Anhänger geführt hatte, ernannte dieser Yahya ibn Umar zum weltlichen Führer des neu gebildeten Kampfbundes der Almoraviden. Yahya fiel im Jahr 1056 im Kampf gegen die Dschudala. Daraufhin wurde Abu Bakr von Ibn Yasin zum neuen Führer der Almoraviden ernannt. Als solcher schlug er einen Aufstand der Magrawa in Sidschilmasa nieder und ließ sich in Aghmat nieder. Abu Bakr heiratete Zaynab an-Nafzawiyyat, die Witwe des Masmuda-Fürsten von Aghmat, und konnte damit seinen Einfluss unter den Stämmen des Atlas weiter ausbauen. Nach dem Tod von Ibn Yasin (1059) vereinigte Abu Bakr die weltliche und geistliche Führungsrolle bei den Almoraviden in seiner Person.
Um der Bewegung ein neues Zentrum zu geben, wurde am 7. Mai 1070 nur ca. 32 km nordwestlich von Aghmat die Stadt Marrakesch gegründet. (Die Gründung durch Yusuf ibn Taschfin im Jahr 1062 wird mittlerweile einer Legendenbildung zugeschrieben.) Als ein neuer Aufstand in der Sahara ausbrach, ernannte Abu Bakr seinen Vetter Yusuf ibn Taschfin zu seinem Stellvertreter und bekämpfte die Aufständischen. Dies jedoch nutzte Yusuf, um seine eigene Machtposition auszubauen. Als Abu Bakr im Jahr 1072 nach Südmarokko zurückkehrte, sah er sich faktisch entmachtet. Er verzichtete jedoch auf einen Machtkampf mit Yusuf ibn Taschfin (reg. 1070–1106) und zog sich in die Sahara zurück. Von Yusuf ibn Taschfin wurde er formal auch weiterhin als Führer der Almoraviden anerkannt.
Mit der Trennung verloren die Sanhadschastämme in der Sahara ihre Bedeutung für die Bewegung der Almoraviden. Abu Bakr führte bis zu seinem Tod (1087) den Kampf gegen heidnische Stämme in der Sahara und südlich davon fort. Seine größten Erfolge waren die Interventionen im Reich von Ghana, wo muslimische Herrscher durchgesetzt werden konnten. Damit wurde die Islamisierung der afrikanischen Stämme des Nigergebiets eingeleitet.